# Biais institutionnel
Le biais institutionnel est la tendance des institutions à instaurer des règles et des pratiques discriminatoires favorables aux privilèges de groupes au détriment d'autres groupes,. On parle de biais institutionnel quand les inégalités sont créées simplement parce qu'une majorité des membres de l'institution applique les règles et usages de l'institution, sans que ces individus aient une volonté consciente de discriminer qui que ce soit. La plupart des institutions sont affectées par un biais qui désavantage un groupe social, que ce soit dans les domaines de l'éducation, du droit, de la justice pénale, de la gestion de l'environnement, dans les établissements de santé, en politique, dans le marché de l'immobilier, l'armée etc.. Les groupes ciblés par le biais institutionnel sont traditionnellement des groupes considérés comme différents en raison de leur race supposée, de leur religion, de leur genre, de leur orientation sexuelle, d'un trait physique, de leur âge. Quant aux formes que peut prendre le biais, elles sont d'une grande variété ; le racisme et le sexisme institutionnels sont des biais ou formes de partialité souvent étudiés.

## Distinction entre biais institutionnel et préjugés individuels
La discrimination à l'égard de tel ou tel groupe social est parfois attribuée à l'existence de stéréotypes véhiculés par des individus, qui dévalorisent ce groupe. La somme de comportements agressifs d'agents individuels à l'égard d'un groupe conduirait à le marginaliser socialement. Ce raisonnement laisse penser qu'il suffit d'éliminer les préjugés individuels pour mettre fin à la discrimination. Or selon des spécialistes, il n'en est rien, des biais institutionnels produisent leurs effets indépendamment des biais individuels des membres d'une institution. Même dans le cas théorique où les personnes travaillant au sein d'une institution se seraient débarrassées de tous leurs préjugés et de toutes leurs représentations négatives associées à un groupe donné, la discrimination pourrait se perpétuer.

## Histoire du concept
Le concept de biais institutionnel est né aux États-Unis, dans le contexte des luttes pour les droits des Afro-Américains, quand il a été identifié comme un facteur de discrimination distinct du préjugé individuel.
L'idée que des institutions sont partiales, et injustes à l'égard de certains groupes sociaux, est ancienne. Cette idée reposait sur la croyance selon laquelle les partis pris négatifs des membres de l'institution étaient responsables des discriminations. Le succès de la notion de biais institutionnel est daté communément de la publication  en 1967 de l'ouvrage Black Power par les militants des droits civiques Stokely Carmichael (alias Kwame Ture) et Charles Hamilton, qui modifient la perspective  en utilisant le concept de préjugé institutionnel comme concept distinct du racisme individuel. Les analyses des biais institutionnels ont été intégrées par la suite dans des disciplines académiques très diverses comme  la sociologie, l'économie, le droit, les sciences politiques etc.
Le concept permet de comprendre le fait qu'une représentation sociale plus favorable des groupes opprimés ne s'accompagne pas nécessairement d'une baisse des discriminations à leur encontre. Tel fut le cas notamment dans les 1990 aux États-Unis : les stéréotypes à l'égard des Afro-Américains sont alors en déclin, mais les inégalités demeurent inchangées, et s'aggravent même dans le domaine de la justice pénale. Des divergences peuvent être ainsi observées entre les comportements individuels et les fonctionnements institutionnels.
Les efforts en matière d'éducation antiraciste, de recatégorisation, les politiques favorisant la mixité sociale, peuvent éventuellement ne modifier en rien les inégalités sociales.

## Identification du biais institutionnel
Dès les années 1960, le moyen de détecter le biais institutionnel est l'analyse de ses conséquences avantageuses pour certains groupes  et ruineuses pour d'autres. Cette méthode est utile parce que le biais institutionnel est, aux yeux des dominants, qui n'en sont pas lésés, difficile à percevoir.
Toutefois, cette méthode a eu ses détracteurs, qui se sont opposés aux programmes de discrimination positive en faveur des Noirs  notamment dans les années 1980, au cours de l'ère conservatrice dominée par Ronald Reagan aux États-Unis et Margaret Thatcher au Royaume-Uni. Ils ont allégué que les Noirs et plus généralement les groupes défavorisés sont les uniques responsables de leur malheur. Ainsi l'inégalité sociale ne renverrait pas toujours selon eux à une discrimination.
P.J. Henry indique une voie moyenne entre les deux positions et considère que si les inégalités sociales ne permettent pas de déterminer avec exactitude le degré de responsabilité du biais institutionnel, elles indiquent néanmoins que ce biais contribue à produire ces inégalités.

## Inégalité de pouvoir
Toute mesure qui favorise un groupe n'est pas classée comme un biais institutionnel, il faut que le groupe favorisé soit en position de pouvoir pour que l'on parle de "biais". Ainsi par exemple les personnes handicapées bénéficient dans les aéroports d'une politique pré-embarquement dont les non-handicapés sont exclus ; néanmoins, comme les handicapés ne détiennent pas le pouvoir, et ne forment pas un groupe cumulant des privilèges, on ne dira pas qu'ils sont avantagés du fait d'un biais institutionnel.

## Illégitimité
Toute mesure qui s'applique de manière différente à un groupe et à tel autre n'est pas perçue comme relevant d'un biais institutionnel, il faut qu'elle soit considérée généralement comme illégitime. Ainsi, aux Etats-Unis, il est interdit de vendre de l'alcool aux personnes de moins de 21 ans, ce qui pourrait passer pour un biais institutionnel fondé sur le critère de l'âge, ciblant un groupe démuni, mais cette mesure est socialement acceptée comme légitime, parce que les jeunes sont réputés plus vulnérables aux effets de l'alcool ; pour cette raison, on ne parle pas dans ce cas de biais institutionnel.
Les partisans du profilage racial le défendent en le présentant comme légitime, mais une telle pratique est très contestée socialement, et cet argument est jugé particulièrement polémique.

## Causes

### Oubli collectif
Selon une théorie qui tente d'expliquer l'origine du biais institutionnel, appelée théorie de «l'oubli collectif», des membres de groupes puissants occultent l'histoire des discriminations pratiquées par certains de leurs ancêtres à l'encontre de groupes en situation de faiblesse. Cet oubli permet de prétendre que «tous les groupes sociaux fonctionnent actuellement sur un pied d'égalité». L’oubli collectif est une forme de déni, et pourrait jouer un rôle central dans le racisme institutionnel.

### Préjugés culturels
Selon une autre théorie, les préjugés ou biais culturels préparent la voie au biais institutionnel, en favorisant la culture d'un groupe plus puissant ; ils sont mesurés en psychologie sociale au moyen du Test d'association implicite (IAT, Implicit Association Test) qui indique qu'une personne relie des termes valorisants ou dévalorisants à des noms ou des visages de membres de tel ou tel groupe social.

### Intérêts du groupe dominant
Les préjugés, notamment le racisme, auraient pour cause une concurrence entre groupes sociaux qui convoitent les mêmes emplois, les mêmes institutions scolaires cotées etc., selon la théorie développée par Bobo et Hutchings en 1996. Ainsi le biais institutionnel permettrait au groupe dominant d'éliminer un groupe stigmatisé en épuisant les ressources de ce groupe rival. «  Si vous êtes un agent d'une institution, écrit P.J. Henry, ou en position d'élaborer et de modifier une politique, vous pouvez être susceptible de développer des procédures qui favorisent votre groupe, surtout si vous percevez des menaces émanant d'un autre groupe  ».

### Légitimation idéologique
Des membres d'un groupe qui détient un pouvoir peuvent chercher activement à le conserver en le légitimant, en diffusant des croyances, des stéréotypes , des idéologies qui leur sont favorables, selon la théorie de la domination sociale (développée par Sidanius et Pratto en1999). La légitimation idéologique des inégalités favorise les biais institutionnels, et empêche qu'ils soit perçus comme des biais. Ainsi des pratiques discriminatoires passent pour naturelles, ou inévitables, aux yeux mêmes des personnes qui en sont victimes. La croyance en un monde juste, par exemple, selon laquelle chacun réussit ou échoue socialement selon ses mérites, parce qu'il a travaillé beaucoup ou trop peu, attribue aux groupes défavorisés la responsabilité des inégalités sociales ; elle a pu être considérée comme une idéologie qui légitime l'ordre établi.

## Remèdes
La leçon que suggèrent les études sur le biais institutionnel est que la lutte contre les préjugés individuels, racistes, sexistes, etc. peut être inefficace, au sens où elle ne permet pas toujours de venir à bout des discriminations.
Parmi les approches institutionnelles, P.J. Henry mentionne le fait de demander aux dirigeants des institutions de modifier les pratiques désavantageuses pour certains groupes sociaux, et de contribuer à la redéfinition des normes au sein de leur institution.
Une autre approche consiste à créer des organisations de surveillance des biais engendrés par les institutions. Ces organisations peuvent être publiques comme c'est le cas de la Commission sur les droits civiques et l’égalité en matière d’emploi fondée par le gouvernement fédéral des Etats-Unis, et de la Commission des opportunités de développement (EEOC) ; ou privées, comme pour l’Union américaine pour les libertés civiles (ACLU, American Civil Liberties Union) qui poursuit devant les tribunaux des institutions dont le biais institutionnel est en infraction avec la loi.
Les lois d'un pays sont importantes, même si elles ne permettent pas toujours de prononcer des sanctions : elles renforcent certaines normes éthiques et établissent l'idée que le biais institutionnel doit être éliminé. 
La réforme des lois d'un pays est un autre moyen de combattre le biais institutionnel. Ainsi, plusieurs lois de la constitution des États-Unis datant d'un moment de l'histoire du pays où la société et les institutions étaient largement imprégnées par des idées racistes, le sociologue Joe Feagin (en) a proposé de «réécrire la Constitution américaine avec la contribution des groupes défavorisés comme point de départ nécessaire à la bataille législative contre les biais institutionnels».
Dans les cas où les agents individuels au sein d'une institution sont de bonne volonté et ne souhaitent pas discriminer, le fait de nommer des membres de minorités stigmatisées à des postes de responsabilité constitue un moyen de réparer le biais institutionnel. L'éducation à la diversité et la discrimination positive peuvent également contribuer à la réduction de ce biais, au moins de manière partielle. Cependant il faut considérer que dans certains cas, des agents individuels ne sont pas motivés à l'idée de favoriser l'égalité entre les groupes, voire sont motivés pour conserver un rapport de domination qui leur est favorable.
Le changement peut également impliquer des formes de protestation populaire ou d’«agitation minoritaire».